# Дичилло, Том
Том Дичилло (англ. Tom DiCillo; род. 14 августа 1953, военная база Лежен, штат Северная Каролина) — американский независимый кинорежиссёр, сценарист и оператор.

## Биография
Том Дичилло родился вторым ребёнком в семье полковника вооружённых сил США и в детстве часто переезжал вместе с родителями. Окончил бакалавриат Университета Олд Доминион в Норфолке, штат Виргиния в 1975 году. В 1976 году поступил в киношколу Университета Нью-Йорка, где за три года поставил шесть короткометражных фильмов. В то же время Дичилло подрабатывал как актёр и оператор. Дичилло был оператором трёх фильмов своего товарища по киношколе Джима Джармуша, в том числе «Более странно, чем в раю».
В 1991 году вышел дебютный полнометражный фильм Дичилло «Джонни Замша». В главных ролях в нём снялись Брэд Питт и Кэтрин Кинер, тогда малоизвестные актёры. Фильм был представлен на кинофестивале «Сандэнс».
В 1995 году появился фильм «Жизнь в забвении» — комедия, рассказывающая о съёмках независимого малобюджетного кино (при этом фильм сам по себе являлся малобюджетным). Роль режиссёра в нём сыграл Стив Бушеми.
Фильм «Наперекосяк» (2001) вышел сразу на видео, минуя кинопрокат, но зато «Чокнутый» был показан на кинофестивале в Сан-Себастьяне и получил там три награды, а также был показан на фестивале Санденс. Последний на настоящий момент фильм Дичилло — «When You’re Strange» (в переводе с англ. — «Когда ты чужой / странный»), документальная лента о группе «The Doors».

## Фильмография

### Как режиссёр
- 1991 — Джонни Замша / Johnny Suede
- 1995 — Жизнь в забвении / Living in Oblivion
- 1996 — Лунная шкатулка / Box of Moon Light
- 1997 — Настоящая блондинка / The Real Blonde
- 2001 — Наперекосяк / Double Whammy
- 2006 — Чокнутый / Delirious
- 2009 — Когда ты чужой / When You’re Strange — документальный

### Как оператор
- 1980 — Отпуск без конца / Permanent Vacation
- 1983 — Берроуз / Burroughs: The Movie
- 1984 — Более странно, чем в раю / Stranger Than Paradise
- 1986 — Кофе и сигареты / Coffee and Cigarettes